# Obręcz kończyny dolnej

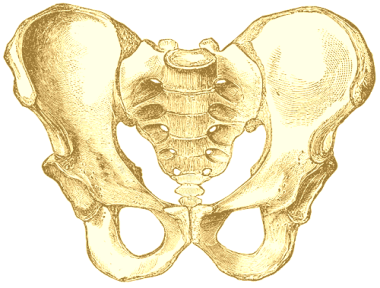
Obręcz kończyny dolnej

1 – kość krzyżowa, 2 – kość biodrowa, 3 – kość kulszowa, 4 – kość łonowa

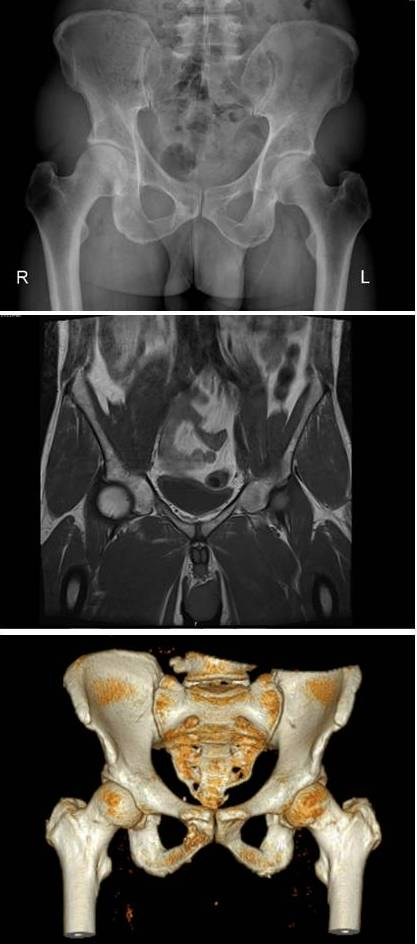

Obręcz kończyny dolnej (łac. cingulum membri inferioris) albo obręcz miedniczna – zespół kości tworzących rodzaj pierścienia łączącego część wolną kończyny dolnej (miednicznej) ze szkieletem osiowym, w którego skład wchodzą: kręgosłup, czaszka i klatka piersiowa.
W skład obręczy kończyny dolnej wchodzą dwie kości miedniczne. Obie kości miedniczne wraz z kością krzyżową i kością guziczną tworzą stabilny pierścień kostny, zwany miednicą kostną (pelvis).
Funkcją obręczy miedniczej jest połączenie kończyn dolnych (tylnych) – kości udowych – z lędźwiowym odcinkiem kręgosłupa. Dodatkowo miednica pełni funkcję ochronną względem narządów podbrzusza tudzież wewnętrznych miednicy takich jak: kanały dróg moczowych oraz wewnętrzne narządy płciowe.

## Kości miedniczne
Kości miedniczne są największymi i najszerszymi kośćmi szkieletu ludzkiego. Każda składa się z trzech części, które w okresie dziecięctwa są oddzielone jednoznacznie warstwą chrząstki, natomiast u dorosłego osobnika stanowią jedność. Są to: kość biodrowa, łonowa oraz kulszowa. Na stronie zewnętrznej kości miednicznych znajdują się panewki – otoczone rąbkami panewek – które są miejscami stawowych połączeń kości udowych z miednicą.

### Kość biodrowa
Największą składającą się z dwóch części (trzonu i talerza) kością miednicy jest kość biodrowa. Granica między nimi jest zaznaczona obecnością kresy łukowatej (linea arcuata). Trzon kości biodrowej (corpus ossis ilii) stanowi zgrubiałą część wytwarzającą górny odcinek panewki. Stanowi także miejsce przyczepu części mięśnia prostego uda – od strony zewnątrz – oraz włókna zasłaniacza wewnętrznego (po stronie wewnętrznej trzonu kości, jak sugeruje jego nazwa).

### Kość kulszowa
Dolny i tylny obszar kości miednicznej tworzy kość kulszowa. Wyróżnia się w niej trzon, który tworzy część panewki kości udowej oraz gałąź (ramus ossis ischii). Gałąź kości kulszowej jest cienkim, spłaszczonym fragmentem służącym jako pole przyczepu dla części zasłaniacza zewnętrznego oraz wewnętrznego, niektórych włókien mięśnia przywodziciela wielkiego i mięśnia poprzecznego głębokiego krocza.

### Kość łonowa
Stanowi frontalną część kości miednicznej. Buduje ją trzon oraz dwie gałęzie – górna i dolna. Trzon tworzy częściowo panewkę – miejsce ułożenia nasady kości udowej w miednicznej.

### Panewki
Leżą na zewnętrznych powierzchniach kości miednicznych. Kulistego kształtu głębokie zagłębienie kształtowane przez kość łonową, biodrową i kulszową. Panewki są miejscami dopasowanymi swoimi kształtami do nasady kości udowych, dzięki czemu służą ich połączeniu z miednicą przy pomocy stawu.

## Różnice anatomiczne w budowie miednicy u mężczyzn i kobiet
Odmienności płciowe w budowie miednicy można zaobserwować już u płodu. Spojenie łonowe noworodka męskiego jest widocznie wyższe od żeńskiego. Jednak jednoznaczne i charakterystyczne różnice płciowe występują dopiero u osoby dojrzałej, gdyż w okresie pokwitania miednica kobiet jest dostosowywana do porodu.
Kobieca miednica posiada szeroko na boki rozstawione talerze kości biodrowych. U mężczyzn są one ułożone bardziej stromo. Kość krzyżowa kobiet jest stosunkowo szersza i bardziej płaska niż męska.